# Atlantico (periodo)

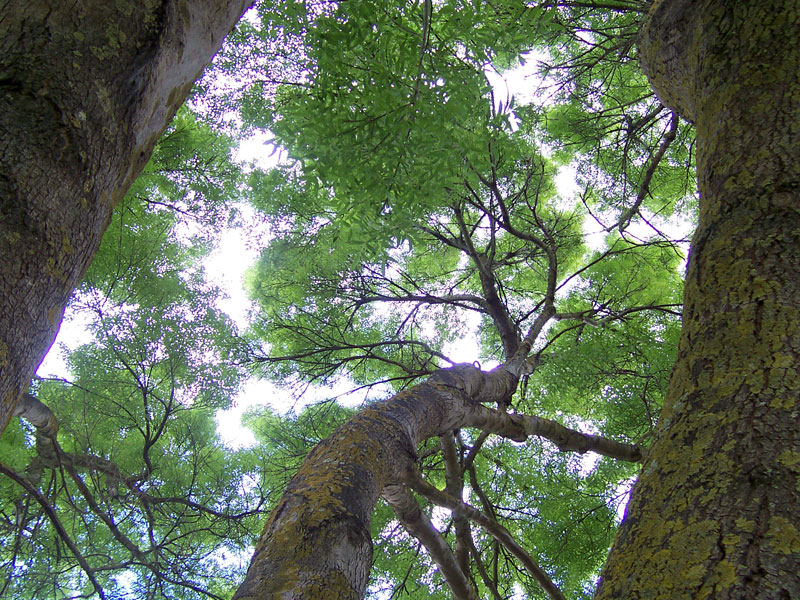
Coltre di foresta temperata decidua che si estendeva verso settentrione nel periodo Atlantico.

Nella paleoclimatologia dell'Olocene nel Nord Europa, l'Atlantico fu il periodo più caldo e più umido sia come periodo di Blytt-Sernander, che come zona di polline e come cronozona. Il clima era generalmente più caldo di oggi. L'Atlantico fu preceduto dal periodo Boreale, con un clima simile a quello attuale, e seguito dal Subboreale, una fase di transizione verso il clima moderno. Poiché esso fu il periodo più caldo dell'Olocene, l'Atlantico viene spesso incluso più direttamente sotto la definizione di optimum climatico dell'Olocene, o ci si riferisce semplicemente come optimum climatico.

## Suddivisione dell'Atlantico
L'Atlantico è l'equivalente della Zona di Polline VII secondo Litt.
Talvolta si distingue una fase Pre-atlantica o Atlantico recente, sulla base di una improvvisa ondata di freddo iniziale. Mentre altri scienziati situano l'Atlantico interamente dopo l'ondata improvvisa di freddo, assegnando questa alla Boreale. Il periodo è ancora in fase di definizione.

## Datazione
Come per il Boreale, le date per l'Atlantico sono talvolta variabili, essendo la più recente (presumibilmente) la più accurata. Alcuni documenti presentati al XVI Congresso dell'INQUA (International Union for Quaternary Research), sponsorizzato dalla Società Geologica Americana, nella città di Reno, Nevada, 2003 (gli estratti sono disponibili su Internet) ci forniscono alcune conclusioni basate su dati recenti:
- S.J. Johnsen ed altri, dopo un'analisi di alcune carote di ghiaccio prelevate in Groenlandia, definisce un periodo di temperature misurate massime risalenti approssimativamente tra il 8600 e il 4300 BP, diviso dall'evento dell'8.200 BP.[3]
- H. Seppä ed altri, basandosi sulla stratigrafia del polline datata con il carbonio 14 nei sedimenti dei laghi in Estonia, Finlandia e Svezia, definisce il Massimo Termico dell'Olocene (Holocene Thermal Maximum, HTM) dopo l'evento dell'8.200 BP compreso nella finestra 8.000–4.500 BP, durante il quale la temperatura media era di 2,5 °C più alta di oggi.[4]

Esso terminò raffreddandosi verso il 4.500. L'evento dell'8.200 BP appare nella stratigrafia del polline come un raffreddamento passeggero di 1,5-2,0 °C nell'arco di tempo che va dall'8.500 all'8.100 BP.
Il Pre-atlantico, o Atlantico primario se si vuole distinguerlo, è datato approssimativamente 9000-8000 nelle fonti più arcaiche, con l'Atlantico misurato a circa 8.900–5.700 BP, ma date più recenti mostrano che esso durò poco più di un migliaio di anni, almeno in alcune zone. La differenza potrebbe essere valutata tramite la metodologia e la localizzazione dei campioni. Il Carbonio 14 rilevato sulle ostriche nel Roskilde Fjord indica che 8.000–5.800 BP è un valore appropriato per l'intero Atlantico della Danimarca. Resta da stabilire se la complessità dei fattori permetterà mai una definizione più precisa.
Kul'kova ed altri abbandona la data 8200 BP al tardo Boreale e, focalizzandosi sui livelli dei laghi, sostenuti dalle date fornite dal 14C, definisce l'Atlantico come un arco di tempo che va dall'8000 al 5000 BP. L'Atlantico primario, o AT1, 8000–7000, fu un tempo di alti livelli per i laghi; nell'Atlantico intermedio, AT2, 7000–6500, i laghi furono al più basso livello; nel Tardo Atlantico I, 6500–6000 e II, 6000–5700, i livelli tornarono ad innalzarsi. Ogni periodo ha i suoi rapporti distintivi di specie.
L'Atlantico fu più caldo verso la fine, nell'arco di tempo 6000–5500 BP. Infine, la temperatura media dell'Europa si realizzò nel 6000 a.C., soltanto innalzandosi in poche centinaia di anni fino ad un massimo verso il 4000 a.C.. Il clima era veramente adatto alla vita dell'uomo fino a circa 3500 a.C., quando esso iniziò a raffreddarsi. Nel 2500 a.C. l'incantesimo del caldo terminò.

## Descrizione

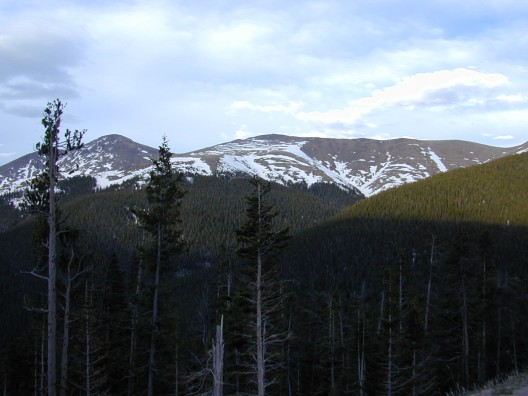
Limite della vegetazione arborea.

L'Atlantico fu un periodo di innalzamento della temperatura e trasgressione marina nelle isole della Danimarca e altrove. Il mare si innalzò di circa 3 m rispetto al suo livello attuale verso la fine del periodo. Le ostriche ritrovate in quelle aree necessitavano di un mare con una salinità più bassa. Le maree erano di oltre un 1 m. Nell'entroterra, i livelli dei laghi in tutto il nord Europa erano generalmente più alti, con fluttuazioni.
L'innalzamento delle temperature ebbe l'effetto di estendere i climi meridionali verso nord in un periodo relativamente breve. Il limite della vegetazione arborea sulle montagne settentrionali s'innalzò da 600 a 900 m. Le specie termofile (amanti del caldo) migrarono verso nord. Esse non rimpiazzarono le specie native, ma spostarono le percentuali in loro favore. In tutta l'Europa Centrale, le foreste boreali furono rimpiazzate dal climax o dalle specie decidue di “vecchia crescita”, le quali, sebbene fornissero una coltre più densa, erano più aperte alla base.
La teoria della densa coltre, tuttavia, è stata contestata da F. Vera. La quercia e il nocciolo necessitano di più luce di quanto allora fosse permesso dalla densa coltre. Vera ipotizza che le pianure più aperte e la bassa frequenza di polline d'erba fossero causate dal brucare dei grandi erbivori, come il Bos primigenius (uro) e l'Equus ferus (cavallo selvatico).

## Flora
Durante il periodo Atlantico le foreste della zona temperata del sud e centro Europa si estesero verso settentrione rimpiazzando la foresta boreale mista, la quale trovava i refugia sui pendii montani.  Il vischio, la castagna d'acqua (Trapa natans) e l'edera (Hedera helix) erano presenti in Danimarca. Il polline d'erba diminuì. Le foreste di legno dolce (conifere) furono rimpiazzate da quelle di latifoglie a legno duro. Le querce (Quercus), i tigli, il faggio, il nocciolo, gli olmi (Ulmus), gli ontani (Alnus) e il frassino rimpiazzarono la betulla e i pini, espandendosi ulteriormente a nord. Il periodo è talvolta chiamato “periodo dell'ontano-olmo-tiglio”.
Nel Nord-Est Europa, la foresta dell'Atlantico primario fu solo leggermente colpita dall'innalzamento della temperatura. Costituita di pini con un sottobosco di noccioli, ontani, betulle e salici, soltanto circa il 7% della foresta divenne di latifoglie decidue, diminuendo ai livelli del Boreale durante il raffreddamento dell'Atlantico intermedio. Nel Tardo Atlantico più caldo, la vegetazione arborea di latifoglie divenne il 34% della foresta.
Lungo la linea del Danubio e del Reno, estendendosi verso nord nel bacino idrico degli affluenti, un nuovo fattore entrò nella regione forestale: la cultura della ceramica lineare, che disboscava le terre arabili tramite il metodo del taglia e brucia. Essa fiorì intorno al 5500–4500 a.C., quindi interamente inclusa nel periodo Atlantico. Alla fine dell'Atlantico, le terre per l'agricoltura e il pascolo si estendevano su gran parte dell'Europa e le foreste vergini di una volta furono contenute dentro i refugia. La fine dell'Atlantico viene segnalata dal "declino dell'olmo", una brusca diminuzione del polline dell'olmo, che si suppone fosse il risultato delle attività umane di produzione del cibo. Nel susseguente periodo sub-boreale più freddo, le zone forestali si rimboschirono.

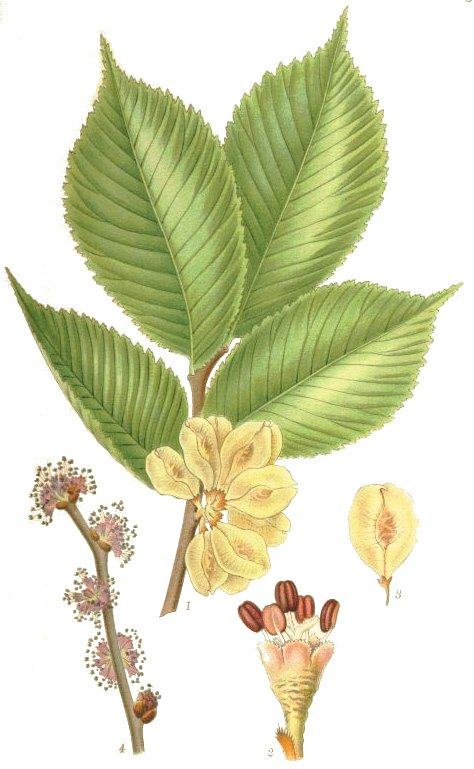
Ulmus glabra (olmo montano)
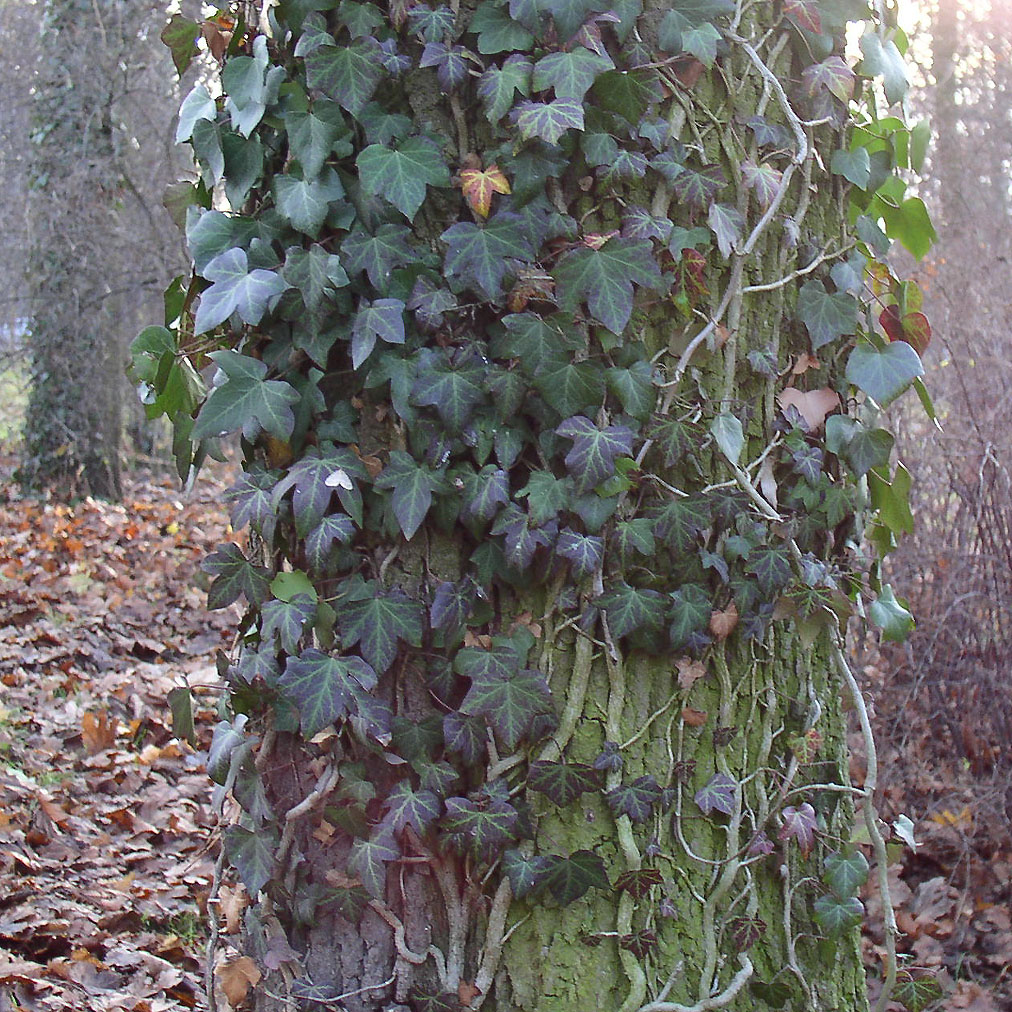
Hedera helix (edera comune)
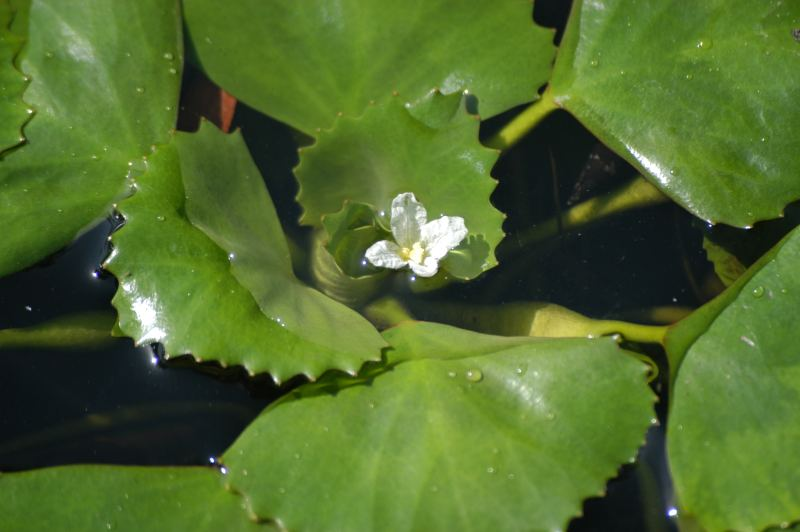
Trapa natans (castagna d'acqua)
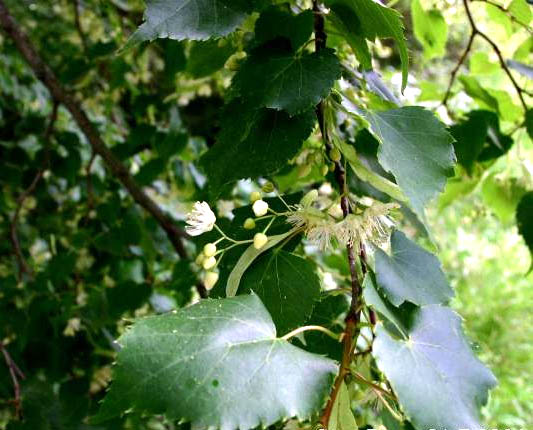
Tilia cordata (tiglio selvatico)
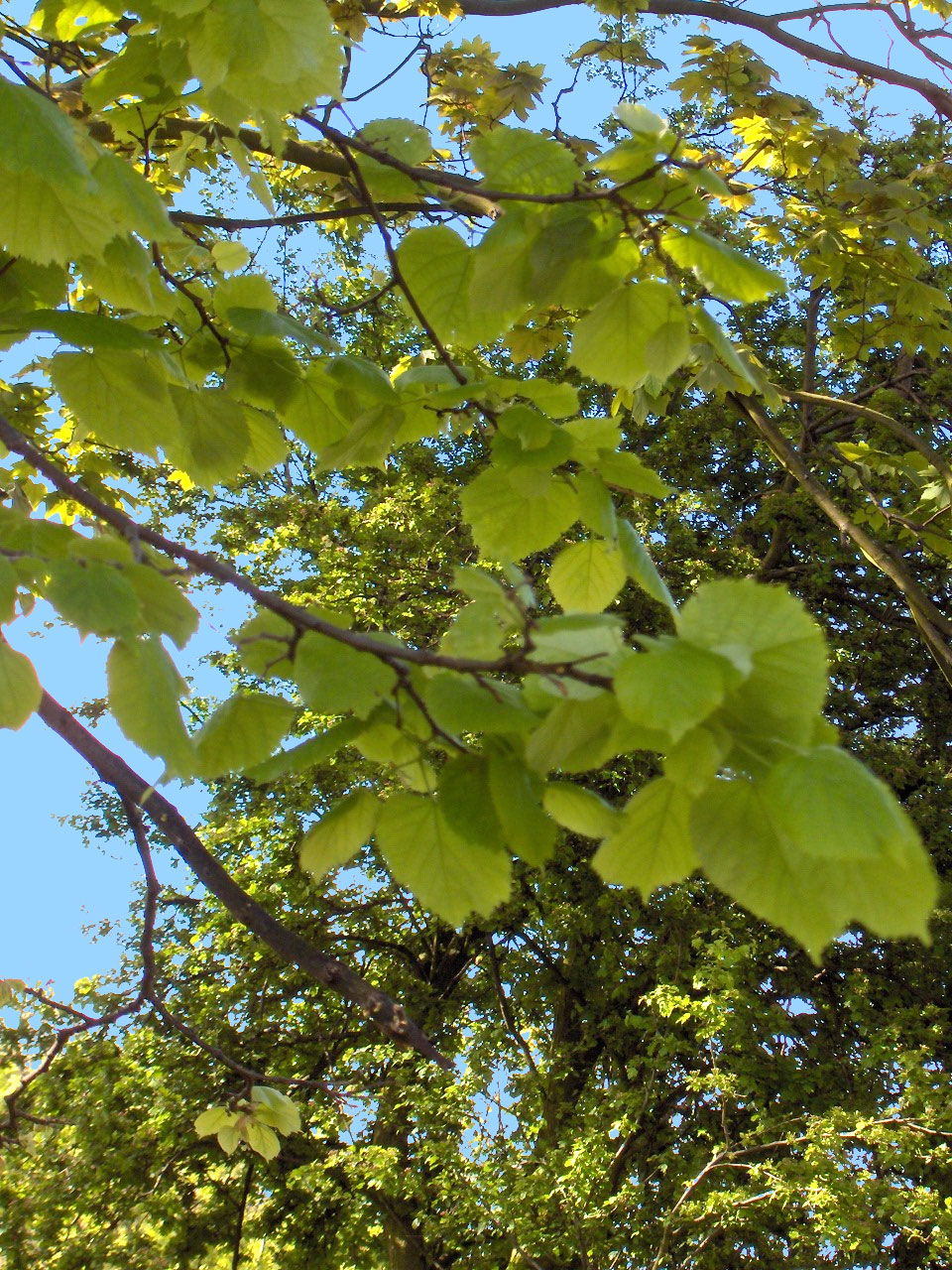
Tilia platyphyllos (Tiglio nostrano)
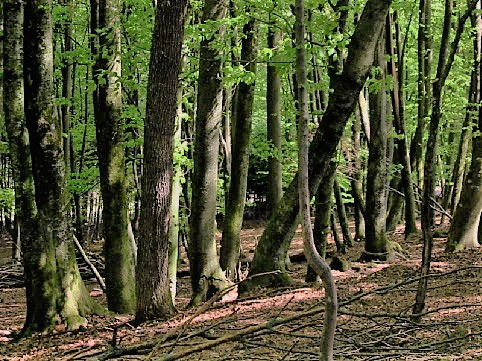
Foresta di faggi, Slovenia
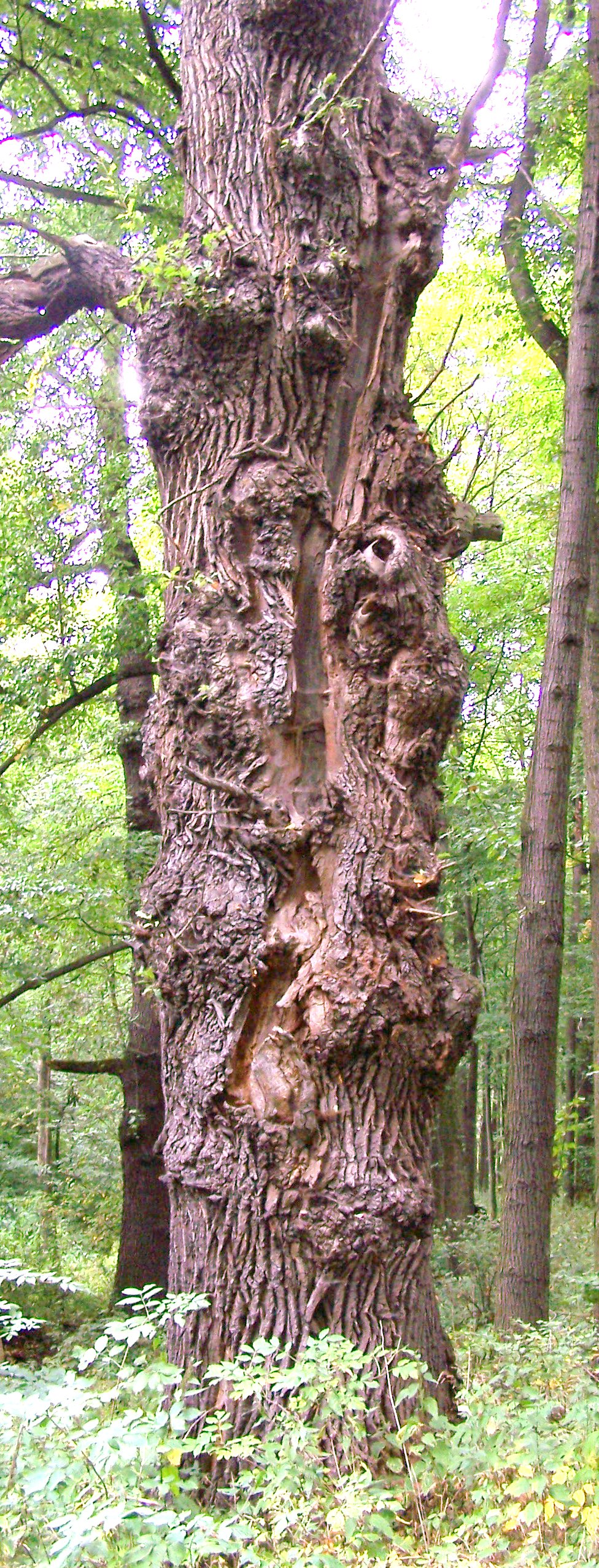
Quercia deturpata dal fulmine
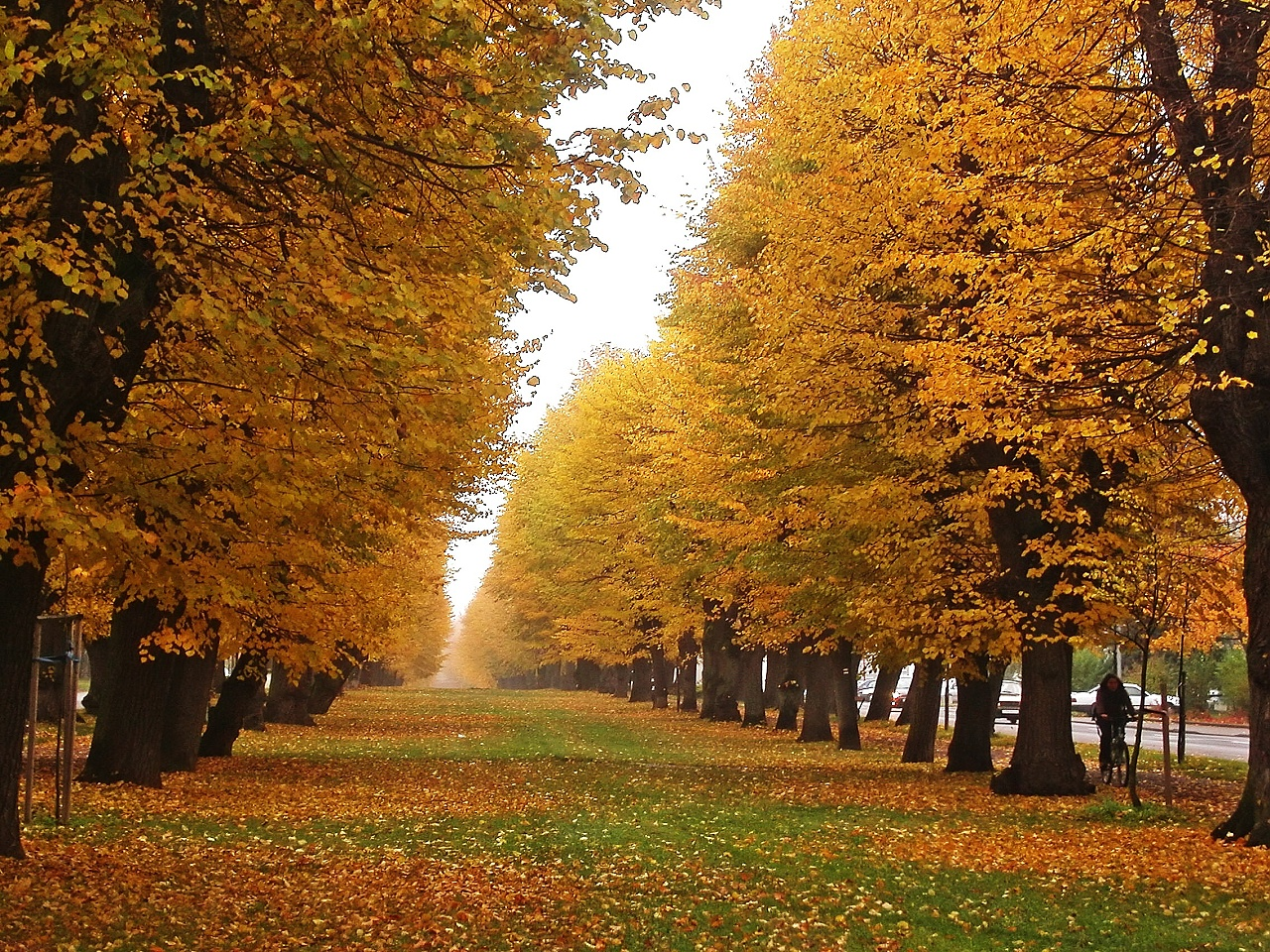
Tiglio ornamentale

## Fauna

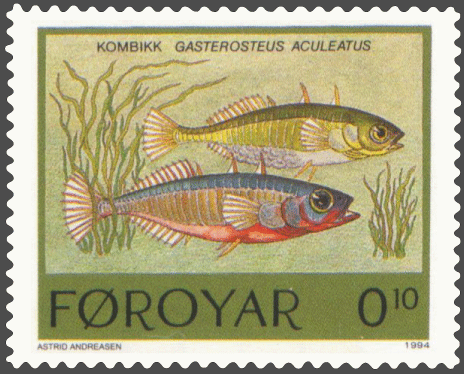
Gasterosteus aculeatus (Spinarello)

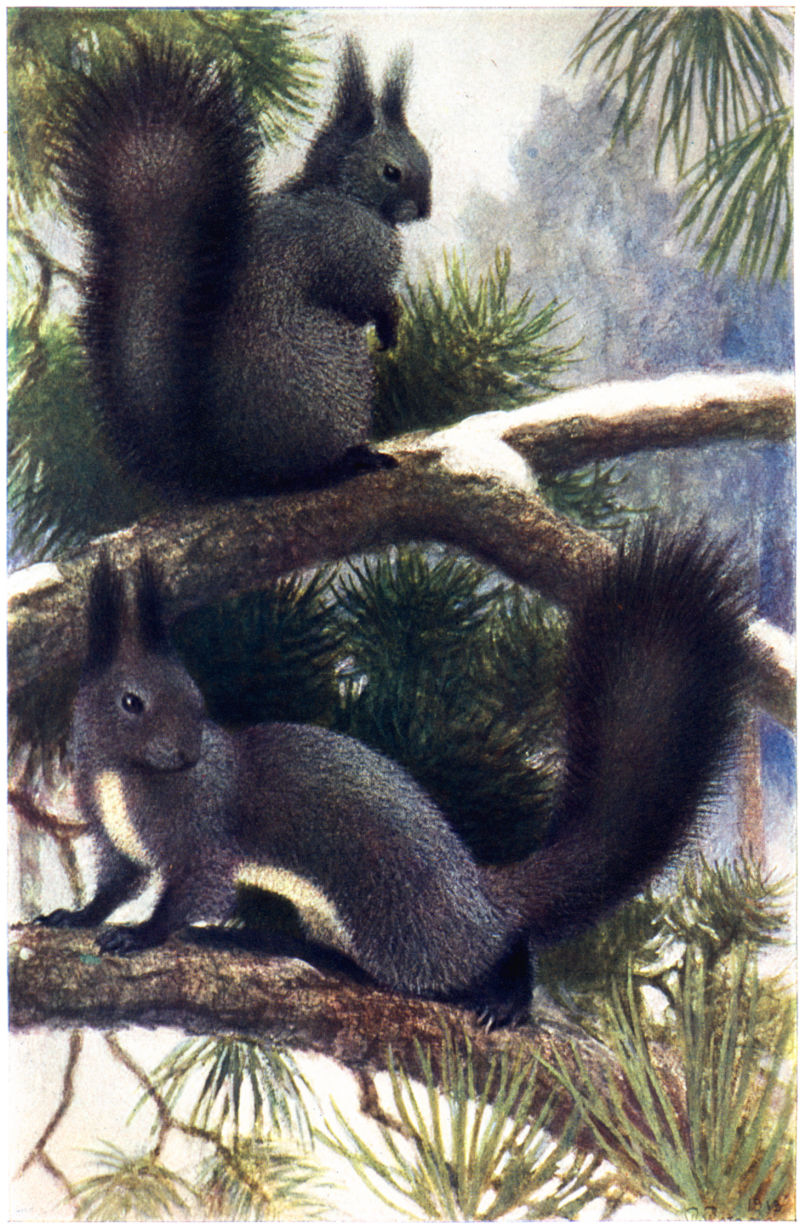
Sciurus vulgaris (scoiattolo comune)

La migliore descrizione della fauna del periodo Atlantico viene dai mucchi di avanzi di cucina della cultura di Ertebølle in Danimarca e altre simili. La Danimarca fu molto più di un arcipelago. Gli uomini vivevano sulle linee costiere, sfruttando le acque ricche di fauna marina, le paludi pullullanti di uccelli e le foreste dove abbondavano i cervidi e suini, e numerose specie di piccola taglia.
I livelli d'acqua più alti controbilanciavano gli effetti della zona tossica sottomarina nel Mar Baltico. Esso conteneva pesci adesso rari, come engraulidae (alici o acciughe), Engraulis encrasicolus e lo spinarello, Gasterosteus aculeatus. Erano presenti anche luccio, coregone, merluzzo e molva. Si trovavano anche tre tipi di foche (cerchiata, arpa e grigia) alle quali l'uomo del Mesolitico dava la caccia, come pure alle balene negli estuari.
I principali uccelli erano marittimi, come ci si potrebbe aspettare: la Gavia stellata, la strolaga mezzana, la sula e il gallo cedrone. Il pellicano dalmaziano (Pelecanus crispus) è stato trovato in Danimarca, mentre oggi si trova soltanto nella Russia meridionale.
Sotto l'alta coltre forestale si sarebbe potuta trovare una zona continua con piccoli animali, come l'onnipresente scoiattolo (Sciuris vulgaris). Il pipistrello di Daubenton (Myotis daubentonii) era comune. Sui grandi alberi e nei loro dintorni cacciavano il gatto selvatico, la martora (Martes martes), la puzzola europea (Mustela putorius) e il lupo.  Altri animali selvatici che potevano essere trovati includono i leoni di montagna e i leopardi.
Il fondo della foresta era prolifico per i grandi brucatori e mangiatori di radici come: il cervo europeo, il capriolo e il cinghiale. Non tutti i precedenti mammiferi delle pianure abbandonarono la regione. Essi rimasero nella foresta aperta e nelle praterie. Questi includono gli uri, antenati degli odierni bovini e il cavallo selvatico. Questi cavalli non furono interamente cacciati, né tantomeno confinati nelle pianure più orientali, né furono completamente proprietà delle culture indoeuropee. Le genti dell'Ertebölle mesolitico davano loro la caccia in Danimarca.

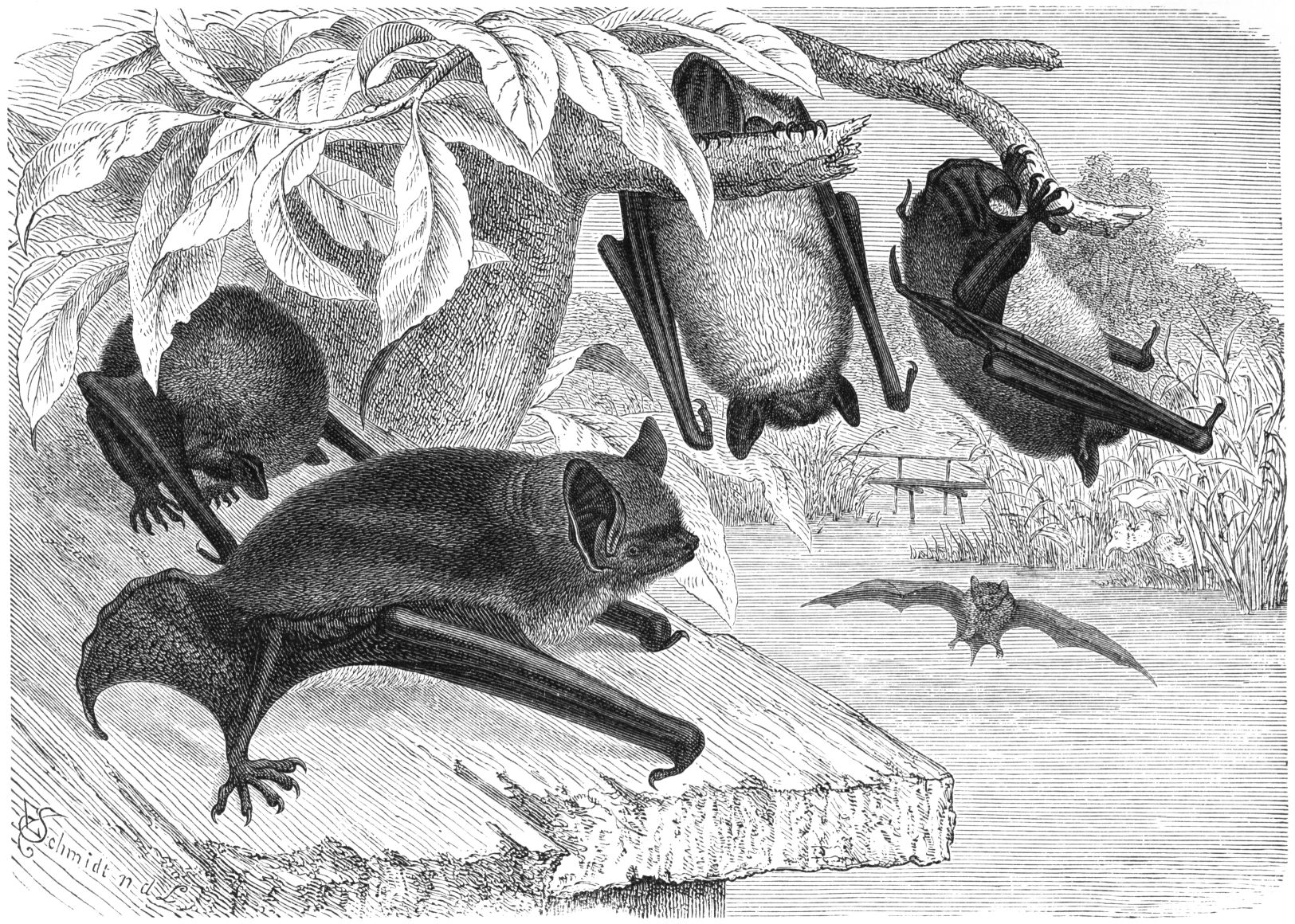
Pipistrello di Daubenton
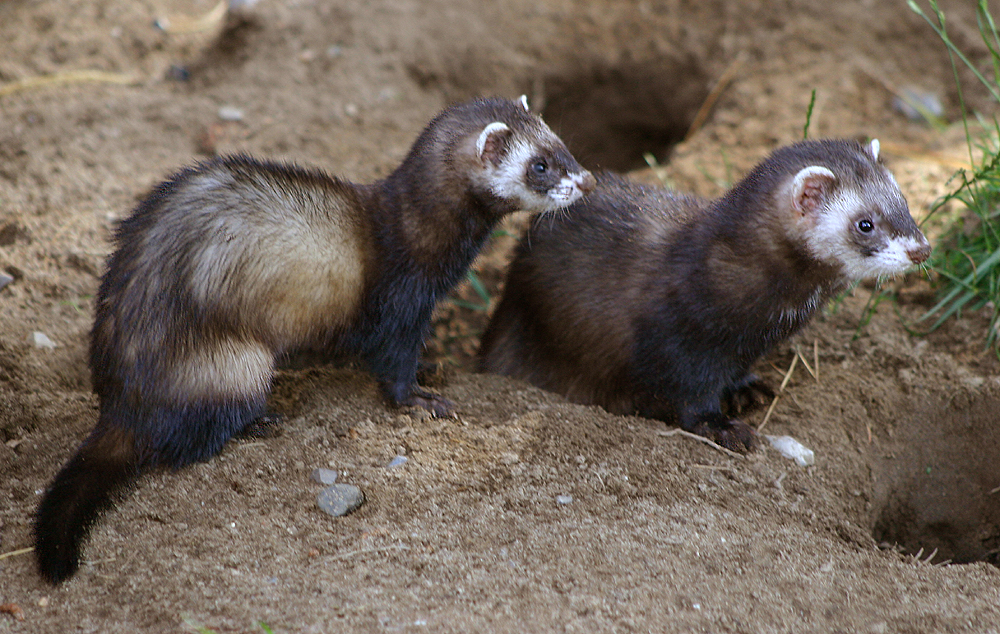
Mustela putorius (furetto)
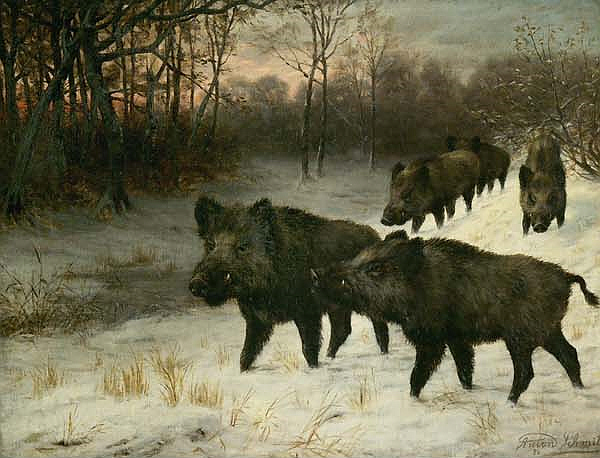
Cinghiale, di Anton Schmitz
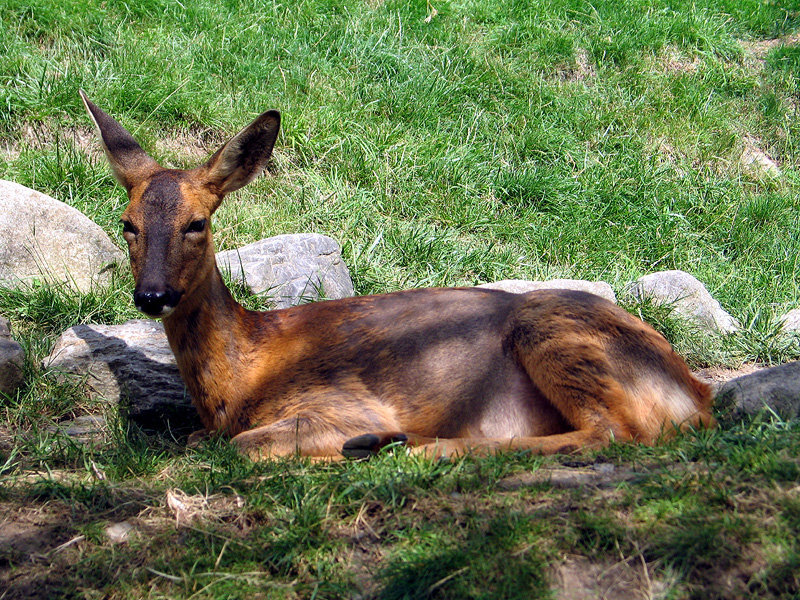
Capriolo
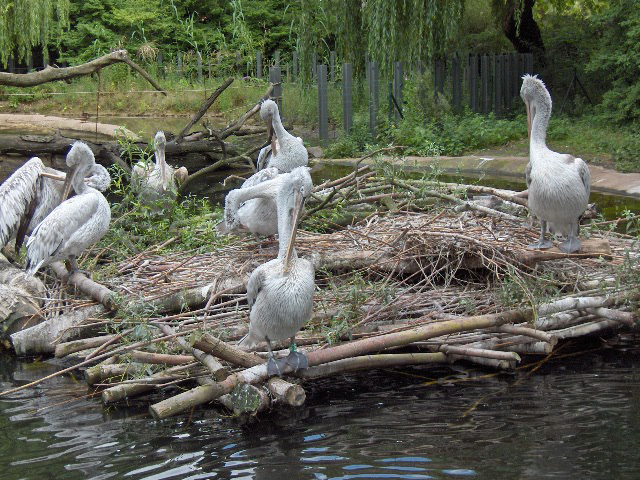
Pelecanus crispus (pellicano)
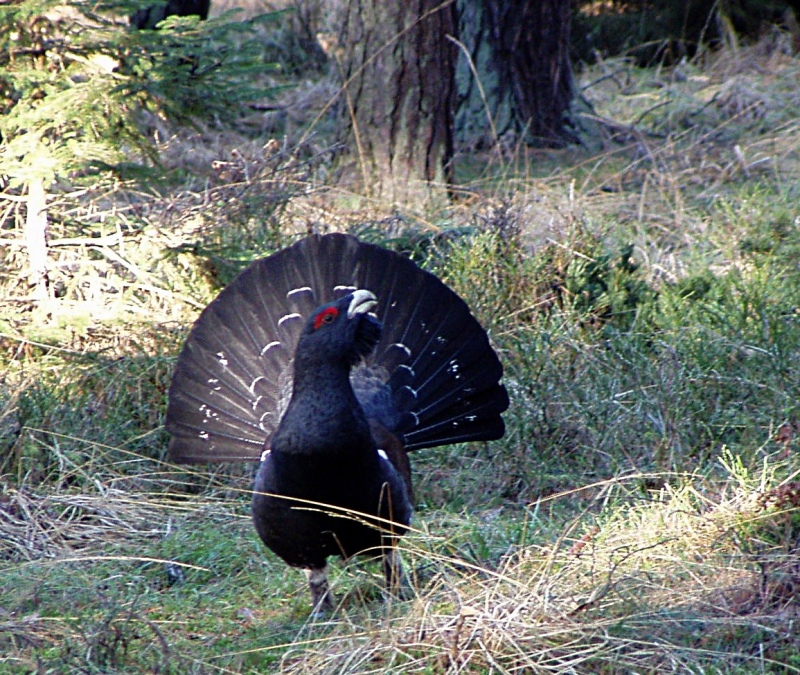
Gallo cedrone
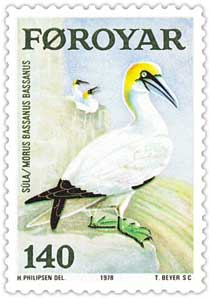
Sula
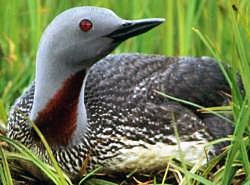
Gavia stellata

## Culture umane

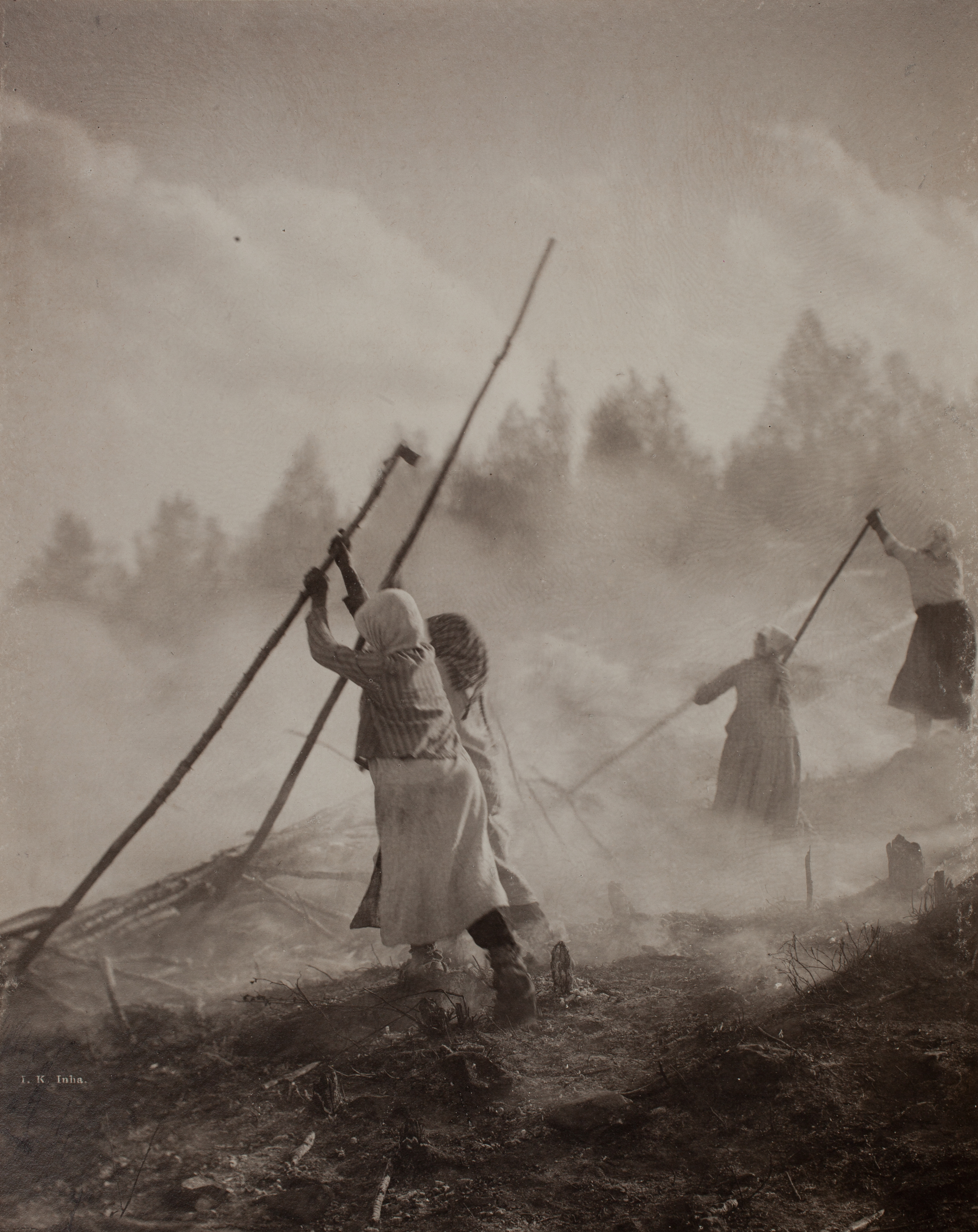
Tagliando e bruciando

Le culture umane del Nord Europa furono primariamente mesolitiche. La cultura di Kongemose (6400–5400 a.C.) si stabilì sulla linea costiera e ai confini lacustri della Danimarca. Nel tardo periodo dell'Atlantico, gli insediamenti della cultura di Kongemose vennero abbandonati a causa dell'innalzamento dell'acqua del Mar Littorina (il Mar Baltico arcaico, molto più esteso di adesso) e la successiva cultura di Ertebølle (5400–3900 a.C.) si insediava più densamente sulle nuove linee costiere.
L'Europa nord-orientale era disabitata nella prima fase dell'Atlantico. Quando la cultura mesolitica di Sertayan vi apparve nell'Atlantico intermedio, intorno al 7000 BP, essa conosceva già la ceramica ed era più sedentaria di quella più arcaica dei cacciatori-raccoglitori, dipendenti dalla grande abbondanza di vita selvatica. Dall'8000 BP, la ceramica cominciò ad essere usata lungo il corso inferiore del Don e del Volga.
Nel tardo Atlantico la Sertayan si evolve nella Rudnyaian, la quale usava ceramica come quella delle culture di Narvian e del Dniepr. Questo uso della ceramica ribalta l'idea che la ceramica sia esclusiva del Neolitico. Più a sud, la cultura della ceramica lineare si era già espansa lungo le rive dei fiumi del Centro Europa e stava operando una grande trasformazione della terra. Nelle steppa ad oriente la cultura di Samara era profondamente coinvolta con un grande numero di cavalli, sebbene non sia ancora chiaro fino a quale livello.